# Sami Heinonen
Sami Heinonen (ur. 1973) – fiński strongman.
Wymiary:
- wzrost 195 cm
- waga 134 - 140 kg

Mieszka w Rauma.

## Osiągnięcia strongman
- 1995
  - 2. miejsce - Mistrzostwa Finlandii Strongman
- 1996
  - 4. miejsce - Mistrzostwa Finlandii Strongman
- 1997
  - 2. miejsce - Mistrzostwa Finlandii Strongman
- 1998
  - 4. miejsce - Mistrzostwa Finlandii Strongman
  - 2. miejsce - Drużynowe Mistrzostwa Świata Par Strongman 1998
- 1999
  - 2. miejsce - Mistrzostwa Finlandii Strongman
- 2000
  - 2. miejsce - Mistrzostwa Finlandii Strongman
  - 2. miejsce - Drużynowe Mistrzostwa Europy Par Strongman 2000
- 2001
  - 10. miejsce - Mistrzostwa Europy Strongman 2001
  - 4. miejsce - Mistrzostwa Finlandii Strongman
- 2002
  - 2. miejsce - Mistrzostwa Finlandii Strongman
- 2003
  - 4. miejsce - Mistrzostwa Finlandii Strongman